# Улица пуковника Миленка Павловића
| Улица пуковника Миленка Павловића                   | Улица пуковника Миленка Павловића                                             |
| --------------------------------------------------- | ----------------------------------------------------------------------------- |
|                                                     |                                                                               |
| Општина                                             | Земун                                                                         |
| Почетак                                             | Улица мајора Зорана Радосављевића Улица Јована Бранковића Улица царице Јелене |
| Крај                                                | Улица краља Петра I Карађорђевића                                             |
|                                                     |                                                                               |
|                                                     |                                                                               |
| Улица пуковника Миленка Павловића, Батајничка црква |                                                                               |

Улица пуковника Миленка Павловића је улица која се налази у општини Земун у насељу Батајница.

## Опште информације
Улица носи име по Миленку Павловићу, пилоту Војске Југославије и команданту 204. ловачко-авијацијског пука који је погинуо у борби са НАТО ескадрилом изнад Ваљева 4. маја 1999. током НАТО бомбардовања СРЈ.
Улица Пуковника Миленка Павловића налази се на раскрсници улица Мајора Зорана Радосављевића, Јована Бранковића и Царице Јелене. Оријентисана је у правцу северозапада и завршава се улицом Краља Петра I Карађорђевића која чини њен продужетак..
На броју 2 улице налази се Црква Светих Арханђела Михаила и Гаврила која је подигнута 1785. године у барокном стилу и представља споменик културе Београда.
Батајнички вртић се налази у улици број 7, а ОШ „Бошко Палковљевић Пинки” у улици бр. 5.